# Припутні (фільм)
«При́путні» — українська стрічка кінокомпанії Star Media, знята режисером Аркадієм Непиталюком, про долю жінки в Україні. Сюжет стрічки засновано на п'єсі Романа Горбика «Центр».
Стрічка вийшла в український широкий прокат 28 вересня 2017 року. Займає 86-ту позицію у списку 100 найкращих фільмів в історії українського кіно.

## Синопсис
Фільм розповідає про долю трьох жінок, а саме: бабусі, доньки та онуки, чиї долі переплетені, а життя наповнене ускладненнями та самотністю. Дія картини відбувається в покинутому мешканцями селі Припутні протягом однієї доби, яка кардинально змінить життя всіх героїв.

## Сюжет
Події трагікомедії «Припутні» відбуваються протягом однієї доби. Базарна крамарка Людка з 20-річною донькою Свєткою їдуть до матері в глухе село. Цей короткий візит до баби Зіни — щорічний обтяжливий обов'язок прибрати на занедбаному цвинтарі.

### Першоджерело: п'єса «Центр»
Сюжет стрічки засновано на п'єсі Романа Горбика «Центр». Також за цією п'єсою в «Новому українському театрі» режисерка Олександра Правосуда постановила виставу «Невинасімі люди». Прем'єра вистави відбулася 27 червня 2014 року.

### Назва
Режисер Аркадій Непиталюк пояснював назву фільму не лише тим, що більша частина дії відбувається у селі Припутні на Чернігівщині, а й алегорією на голубів припутнів:
Ці красиві голуби селяться біля людей. І це образ, що мої персонажі, ніби несповна люди. Вони ні в селі, ні в місті, ні культурні, ні безкультурні.

## У ролях
- Дмитро Хом'як — Юрко, таксист
- Ніна Набока — баба Зіна
- Олена Узлюк — Людка
- Юлія Врублєвська — Світлана
- Юліана Ляпкіна — Христя, вчителька
- Яків Ткаченко — Славік
- Віталій Гарбузюк — Гриша
- Захарій Новицький — Станіславович, батько Славіка

## Кошторис
У 2016 році фільм став переможцем 8-го конкурсного відбору Держкіно. Загальний кошторис кінострічки — 8,6 млн грн, з яких 50 % (4,3 млн грн) проспонсорувало Держкіно.

## Мова фільму
Фільм «Припутні» — перший повнометражний фільм в історії українського кінематографа, де майже всі актори розмовляють суржиком. Знімати фільм суржиком вирішив режисер Аркадій Непиталюк та продюсери стрічки — Юрій Мінзянов та Влад Ряшин. На їхню думку, це допоможе глядачеві поринути в атмосферу закинутого маленького села, де місцеві жителі саме суржиком і розмовляють.

За словами продюсера стрічки Юрія Мінзянова, із самого початку планувалося, що герої у фільмі повинні спілкуватися суржиком, адже «...[суржик] — це та мова, якою розмовляють у тій місцевості Чернігівської області».

## Реліз

### Показ на Одеському міжнародному кінофестивалі 2017 року
Виробник фільму «Припутні» Star Media представив кінострічку на кіноринку в рамках Одеського кінофестивалю 2017 18 липня 2017 року.

### Показ на Каннському кіноринку 2017 року
Виробник фільму «Припутні» Star Media представив кінострічку на Каннському кіноринку 2017 року.

## Касові збори
Стрічка вийшла в широкий український прокат 28 вересня 2017 року на 135 екранах.
- Протягом першого вікенду (28 вересня — 1 жовтня 2017 року) заробила 419 тис. грн (15,8 тис. дол.[4]), посівши 7-ме місце у топ-10 прокату[21].
- Протягом другого українського вікенду (5—8 жовтня 2017 року) стрічка на 69 екранах зібрала 105 тис. грн (3,9 тис. дол.[4]), посівши 10-те місце серед першої 10-ки прокату й зібравши майже 700 тис. грн[22] (26,2 тис. дол.[4]).
- За третій український вікенд (12—15 жовтня 2017 року) стрічка на 9 екранах зібрала 16,72 тис. грн[3] (0,63 тис. дол.[4]) і не потрапила до першої 10-ки українського бокс-офісу.

Загалом стрічка протрималася три тижні в українському прокаті та зібрала 771 тис. грн (29,04 тис. дол.).

## Відгуки критиків
Стрічка отримала змішані відгуки від українських кінокритиків.

## Нагороди та номінації
| Список нагород та номінацій                                           | Список нагород та номінацій | Список нагород та номінацій                   | Список нагород та номінацій     | Список нагород та номінацій | Список нагород та номінацій |
| Кінопремія                                                            | Дата церемонії              | Категорія                                     | Номінант(и)                     | Результат                   | Дж                          |
| --------------------------------------------------------------------- | --------------------------- | --------------------------------------------- | ------------------------------- | --------------------------- | --------------------------- |
| Одеський міжнародний кінофестиваль                                    | 2017                        | Приз за найкращий український фільм           | Припутні                        | Номінація                   | [ 30 ]                      |
| Одеський міжнародний кінофестиваль                                    | 2017                        | Спеціальний диплом журі                       | Припутні                        | Перемога                    | [ 31 ]                      |
| Міжнародний кінофестиваль про гуманітарні проблеми людства (Болгарія) | 2017                        | Приз за найкращу режисерську роботу           | Аркадій Непиталюк               | Перемога                    | [ 32 ]                      |
| Премія «Золота дзиґа»                                                 | 20.04.2018                  | Найкращий фільм                               | Припутні                        | Номінація                   | [ 33 ] [ 34 ]               |
| Премія «Золота дзиґа»                                                 | 20.04.2018                  | Найкращий режисер (премія імені Юрія Іллєнка) | Аркадій Непиталюк               | Номінація                   | [ 33 ] [ 34 ]               |
| Премія «Золота дзиґа»                                                 | 20.04.2018                  | Найкращий актор у головній ролі               | Дмитро Хом'як                   | Номінація                   | [ 33 ] [ 34 ]               |
| Премія «Золота дзиґа»                                                 | 20.04.2018                  | Найкраща акторка у головній ролі              | Олена Узлюк                     | Номінація                   | [ 33 ] [ 34 ]               |
| Премія «Золота дзиґа»                                                 | 20.04.2018                  | Найкращий актор другого плану                 | Яків Ткаченко                   | Номінація                   | [ 33 ] [ 34 ]               |
| Премія «Золота дзиґа»                                                 | 20.04.2018                  | Найкраща акторка другого плану                | Ніна Набока                     | Перемога                    | [ 33 ] [ 34 ]               |
| Премія «Золота дзиґа»                                                 | 20.04.2018                  | Найкращий оператор-постановник                | Олександр Рощин                 | Номінація                   | [ 33 ] [ 34 ]               |
| Премія «Золота дзиґа»                                                 | 20.04.2018                  | Найкращий художник-постановник                | Євгенія Лисецька                | Номінація                   | [ 33 ] [ 34 ]               |
| Премія «Золота дзиґа»                                                 | 20.04.2018                  | Найкращий сценарист                           | Аркадій Непиталюк, Роман Горбик | Номінація                   | [ 33 ] [ 34 ]               |
| Премія «Золота дзиґа»                                                 | 20.04.2018                  | Найкращий художник із гриму                   | Тетяна Герлак                   | Номінація                   | [ 33 ] [ 34 ]               |
| Премія «Золота дзиґа»                                                 | 20.04.2018                  | Найкращий художник з костюмів                 | Марина Коломієць                | Номінація                   | [ 33 ] [ 34 ]               |
| Премія «Золота дзиґа»                                                 | 20.04.2018                  | Приз глядацьких симпатій                      | Припутні                        | Номінація                   | [ 33 ] [ 34 ]               |
| 7-й Міжнародний кінофестиваль «Корона Карпат»                         | 2018                        | Приз за найкращу кінорежисуру                 | Аркадій Непиталюк               | Перемога                    | [ 35 ]                      |